# Dana (namn)
Dana är ett icke-könsbestämmande namn, vilket alltså betyder att vem som helst, oavsett kön, kan använda namnet.
Det finns flera möjliga ursprung till namnet. Det kan vara ett fornnordiskt namn med betydelsen dansk. Det kan även vara en kortform till det hebreiska namnet Daniela. Dana är också namnet på en fruktbarhetsgudinna inom den keltiska mytologin. Den 31 december 2014 fanns det totalt 701 kvinnor och 274 män folkbokförda i Sverige med namnet Dana, varav 526 kvinnor och 214 män bar det som tilltalsnamn. Dessutom bar 41 personer Dana som efternamn.
Namnsdag: saknas

## Personer med förnamnet Dana
- Dana International, Eurovision Song Contest-vinnaren har bytt till sig detta namn
- Dana Elcar, skådespelare känd från MacGyver
- Dana Rosemary Scallon, sångerska och politiker
- Dana Carvey, amerikansk komiker och skådespelare
- Dana Vollmer, amerikansk simmare
- Dana White, president i UFC

## Personer med efternamnet Dana
- Charles Anderson Dana (1819–1897), amerikansk författare, journalist och ämbetsman
- Edward Salisbury Dana (1849–1935), amerikansk mineralog och fysiker
- Francis Dana (1743–1811), amerikansk jurist
- James Dwight Dana (1813–1895), amerikansk zoolog och geolog
- Richard Henry Dana den äldre (1787–1879), amerikansk poet och journalist
- Richard Henry Dana den yngre (1815–1882), amerikansk jurist och författare
- William Parsons Dana (1833–1921), amerikansk konstnär